# Cape Breton Eagles
Cape Breton Eagles je kanadský juniorský klub ledního hokeje, který sídlí v Sydney v provincii Nové Skotsko. Od roku 1997 působí v juniorské soutěži Quebec Major Junior Hockey League. Založen byl v roce 1997 po přestěhování týmu Granby Prédateurs do Sydney. Své domácí zápasy odehrává v hale Centre 200 s kapacitou 5 000 diváků. Klubové barvy jsou černá, bílá, zlatá a stříbrná.
Nejznámější hráči, kteří prošli týmem byli např.: Marc-André Fleury, Ondřej Pavelec, Jan Piskáček, Denis Kindl nebo David Honzík.

## Přehled ligové účasti
Zdroj: 
- 1997–1999: Quebec Major Junior Hockey League (Diliova divize)
- 1999–2000: Quebec Major Junior Hockey League (Námořní divize)
- 2000–2001: Quebec Major Junior Hockey League (Atlantická divize)
- 2001–2003: Quebec Major Junior Hockey League (Námořní divize)
- 2003–2005: Quebec Major Junior Hockey League (Atlantická divize)
- 2005–2008: Quebec Major Junior Hockey League (Východní divize)
- 2008–2010: Quebec Major Junior Hockey League (Atlantická divize)
- 2010– : Quebec Major Junior Hockey League (Námořní divize)